# TBS放送中心
TBS放送中心（日语：TBS放送センター、ティービーエスほうそうセンター）是位於日本東京都港区赤坂的建築，由TBS控股所有。TBS電視台及TBS電台的總部及攝影棚位於這座建築內。其總樓地板面積在核心局的總部建築中位居第三位，僅次於富士產經集團大樓和日本電視台大廈。	

## 概要
1984年1月，時任TBS社長山西由之表示有意建設新的放送中心:575。由於TBS和其他核心局相比所有的土地面積較大（在二戰前身是近衛步兵第3聯隊司令部），因此可以通過拆除別館大樓和高爾夫球練習場而獲得修建新總部的土地，無需搬遷至其他地點。1985年，放送中心特別委員會提出報告書。按照報告書規劃，TBS將在公司所有土地和求購的國有土地，合計面積66,729平方公尺的土地上修建總樓面面積66,759平方公尺的放送中心。放送中心設有8個廣播錄音棚，五個電視攝影棚:495。1990年，TBS購買了和總部相鄰的面積4,109平方公尺的大藏省所有的國有地，以擴充新總部用地:495。
TBS在1990年5月14日正式公佈了新總部建設計劃，並修正了建設計劃，設置8個廣播錄音棚和6個電視攝影棚。電視攝影棚主要設置在低層和中層部分:495。工程總費用達1,200億日元，其中500億日元由公司債負擔:541。
1991年5月21日，TBS舉辦了動工式，正式開始修建放送中心。工程耗時2年11月。1994年4月25日，TBS舉辦放送中心竣工儀式。竣工儀式翌日開始，TBS各部門主要利用週末時間陸續遷入放送中心:576。1994年10月3日早晨，TBS電視和廣播節目開始從新放送中心播出。自新放送中心播出的第一個廣播節目是早晨5時播出的《榎先生的新聞&音樂》，第一個電視節目是5時25分播出的5分特別節目《新TBS輝煌的開始》（ニューTBS 輝き!のスタート）:576。
放送中心竣工後，美國CBS、德國ZDF、俄羅斯RTR、韓国YTN的東京支局亦設置在TBS放送中心內:555。

## 建築構造
放送中心的高層部分位於前方，中層和低層部分位於後方。地下部分有緊急時用的發電設備、冷暖房設備、停車場。1層至4層是電視攝影棚用的空間（A、B、C、D、E、F、N）。其中最大的A攝影棚和B攝影棚有160平方公尺的共通空間，可作為一個攝影棚使用。5層至7層部分主要作為事務部門的辦公空間。8層和9層設有廣播錄音棚。10層以上部分主要由事務部門、員工的福利設施（食堂、診所等）、TBS的相關公司使用:578。

### 攝影棚
TBS放送中心內的A攝影棚面積達860平方公尺，和B攝影棚並為建築內規模最大的攝影棚，主要用於製作在黃金時段播出的綜藝節目，以及《情報7DAYS News Caster》、《交給現子吧》等直播節目。該攝影棚可製作4K超高畫質節目。C攝影棚及D攝影棚的面積均是595平方公尺。其中C攝影棚可對應虛擬攝影棚；D攝影棚則主要供資訊節目使用。

## 暱稱
TBS公開徵集了放送中心的暱稱，並獲得19,540個應徵。在經過公司內委員會的選拔和員工100人的投票後，「大帽子」（ビッグハット）這一方案中選。共有3人提出這一名稱。經抽選後，住在千葉縣松戶市在住的主婦獲得100萬日元的獎金。「大帽子」這一名稱來自於屋頂上的天線平台:577。這一天線平台除了設有無線訊號發射接收裝置之外，亦是直升機起降平台。平台在夜間會進行點燈，照明的顏色是翌日的天氣預報（晴天是橙色、陰天是白色、雨天是藍色）。